# Bernardo Bellotto
Bernardo Bellotto, ou encore Bellotti (Venise, 30 janvier 1721 - Varsovie, 17 octobre 1780), est un peintre et graveur italien du XVIIIe siècle se rattachant à l'école vénitienne. Il se faisait appeler Canaletto, comme son oncle.

## Biographie
Bernardo Bellotto naît le 30 janvier 1721 à Venise.
Formé par son oncle Canaletto à la peinture de vedute (paysages urbains), il intègre à 17 ans la corporation des peintres de Venise. Il travaille dans cette ville entre 1738 et 1742 avant de faire de nombreux voyages dans les grandes villes européennes — Dresde, Florence, Vienne, Varsovie — qu'il représente dans des toiles grandioses. Son œuvre montre une grande maîtrise de la représentation des détails architecturaux.
Il est invité en Autriche par l'impératrice Marie-Thérèse, puis en Pologne par le roi Stanislas Poniatowski. Après la Seconde Guerre mondiale, Varsovie sera reconstruite d'après les toiles qu'il a réalisées.
Bellotto est aussi estimé pour ses portraits et ses caricatures.

## Technique
Lors d'une conférence TED en 2007, le philosophe Daniel Dennett a montré par quelques agrandissements que la technique de Bellotto est encore plus surprenante qu'on ne pourrait le croire, car les détails des personnages sont en fait absents. Ils sont suggérés au cerveau, qui reconstruit de lui-même et inconsciemment l'image la plus probable expliquant la présence des touches de couleur.

## Quelques œuvres dans les musées

### Chronologie
- Le Grand Canal à Venise (1736-1740), huile sur toile, 79 × 121 cm, Musée des Beaux-Arts de Lyon[3]
- Le Rio dei Mendicanti et la Scuola di San Marco (vers 1740), huile sur toile, 42 × 69 cm, Gallerie dell'Accademia de Venise[4]
- Vue de l'entrée du grand canal à Venise (vers 1741), Fitzwilliam Museum, Cambridge
- Vue du Grand Canal : Santa Maria della Salute et la Dogana vues du campo Santa Maria Zoenigo (vers 1743), huile sur toile, 139 × 237 cm, Getty Center, Los Angeles[5]
- Capriccio romain avec le Campidoglio (1743-1745), huile sur toile, 134 × 116 cm, Parme, Palazzo della Pilotta[6]
- La Place San Martino, Lucca, 1746, huile sur toile, 51 × 72 cm, York City Art Gallery[7]
- Le Marché neuf de Dresde (1747), huile sur toile, 134 × 236 cm, Musée de l'Ermitage, Saint-Pétersbourg[8]
- Dresde de la rive gauche de l'Elbe au dessus du pont Auguste (1747), huile sur toile, 133 × 236 cm, Gemäldegalerie Alte Meister, Dresde[9]
- Dresde de la rive droite de l'Elbe sous le pont d'Auguste (1748), huile sur toile, 133 × 237 cm, Gemäldegalerie Alte Meister, Dresde[9]
- Le Neustädter Markt à Dresde (1750-1751), huile sur toile, 50 × 84 cm, Rome, Palazzo Barberini[10]
- Le Vieux marché de Dresde, (1751-1752), huile sur toile, 133 × 236 cm, Musée de l'Ermitage, Saint-Pétersbourg[11]
- Vue de Pirne depuis la rive droite de l'Elbe (vers 1753), huile sur toile, 133 × 236 cm, Musée de l'Ermitage, Saint-Pétersbourg[12]
- Le Château impérial de Schönbrunn, cour d'honneur (1759), huile sur toile, 135 × 235 cm, Kunsthistorisches Museum, Vienne
- Ruines des faubourgs de Dresde, près de Pirna (1761-1764), huile sur toile, Musée d'art moderne, Troyes
- Élection de Stanislas Auguste Poniatowski en 1764, Palais royal de Varsovie[13]
- Les Ruines de l'église Sainte-Croix à Dresde (1765), huile sur toile, 84 × 107 cm, Kunsthaus de Zurich[14]
- Vue de Varsovie depuis la terrasse du château royal (1773), huile sur toile, 166 x 269 cm, Muzeum Narodowe w Warszawie

### Dates non documentées
- Le Grand Canal de santa Maria della Carita vers le Bassin de saint Marc, huile sur toile, 49 × 75 cm, collection privée[15] ;
- Le Château impérial de Schönbrunn, côté jardin, huile sur toile, Kunsthistorisches Musem, Vienne ;
- La Place Saint-Marc à Venise (entourage de), huile sur toile, 72,5 × 97,5 cm, musée des Beaux-Arts de Chartres (inv. 6068)[16].

### Galerie

Le Rio dei Mendicanti (vers 1740) Galeries de l'Académie de Venise
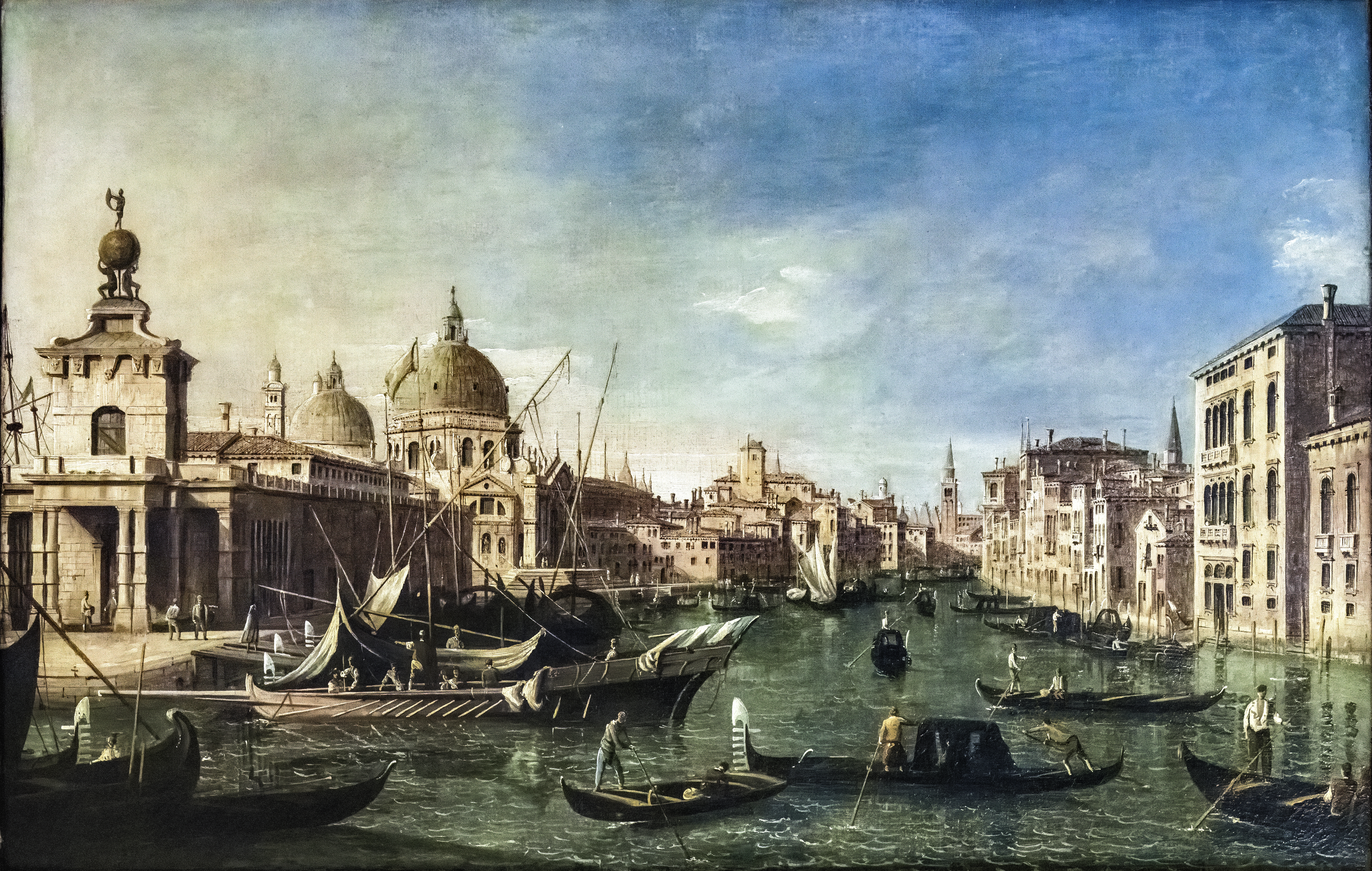
Vue sur le Grand Canal depuis la pointe de la Douane (1728 - 1744)  Pinacothèque Egidio-Martini Venise
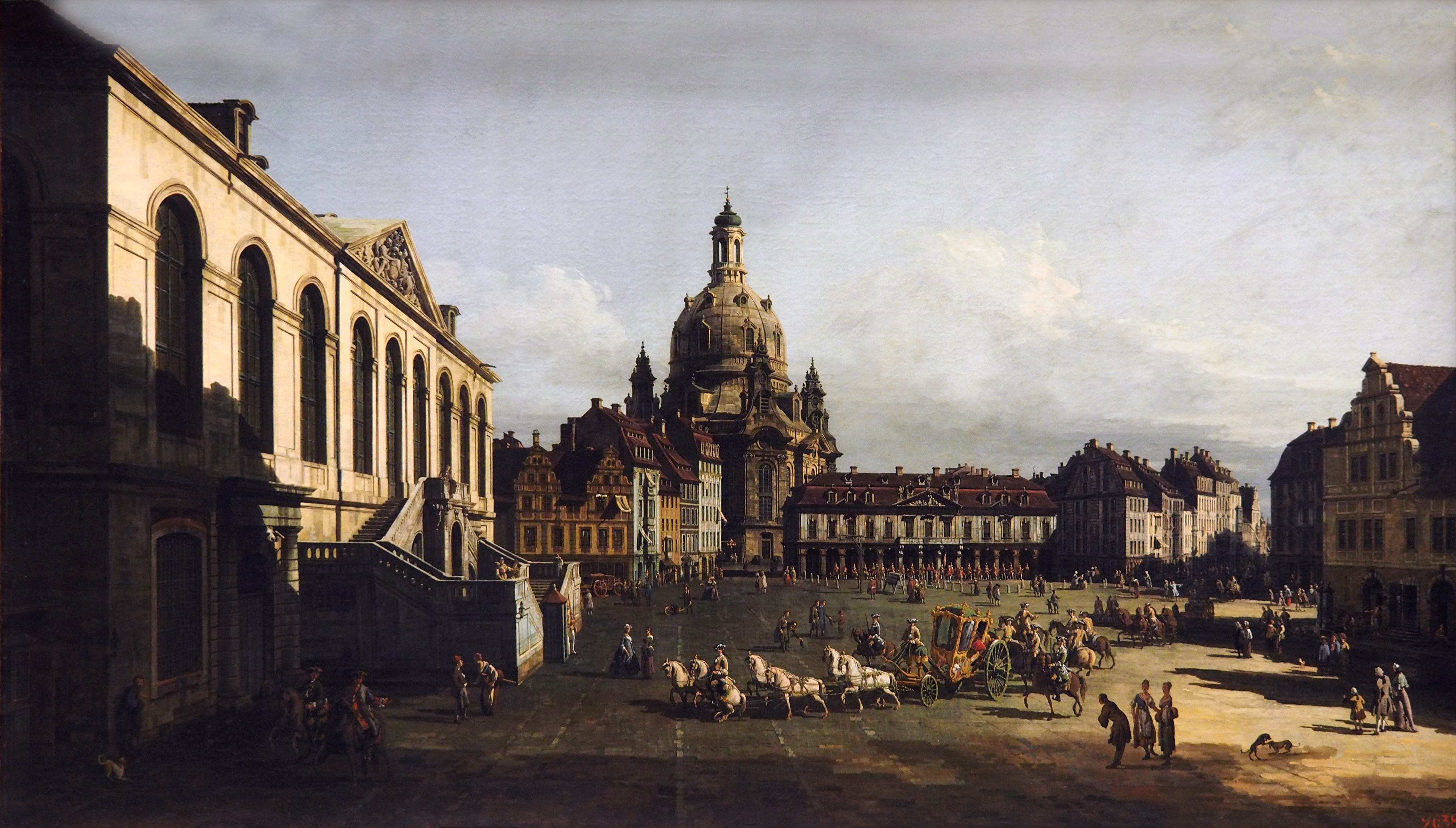
Le Marché neuf de Dresde (1747) Musée de l'Ermitage
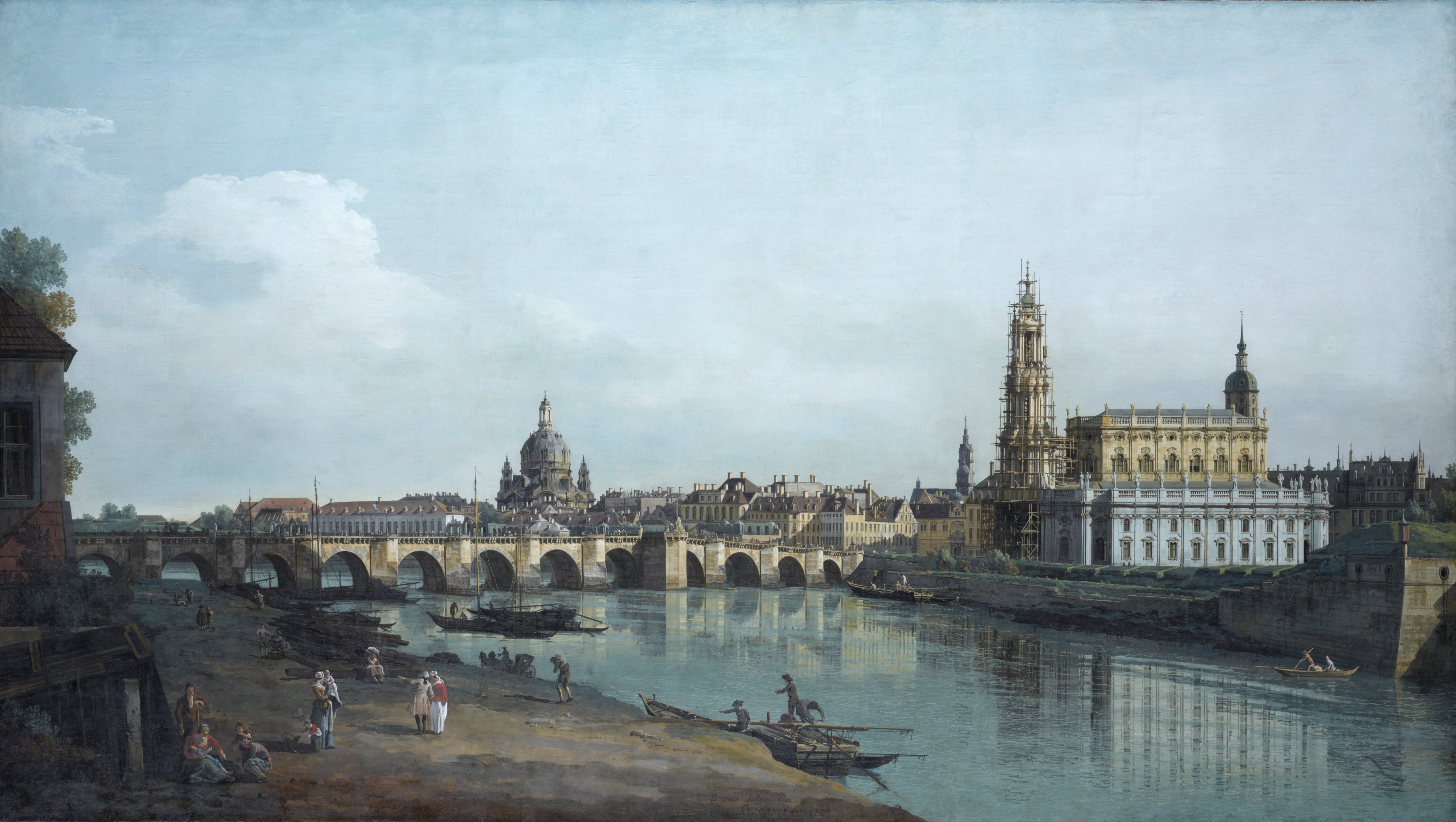
Rive droite de l'Elbe (1748) Gemäldegalerie Alte Meister
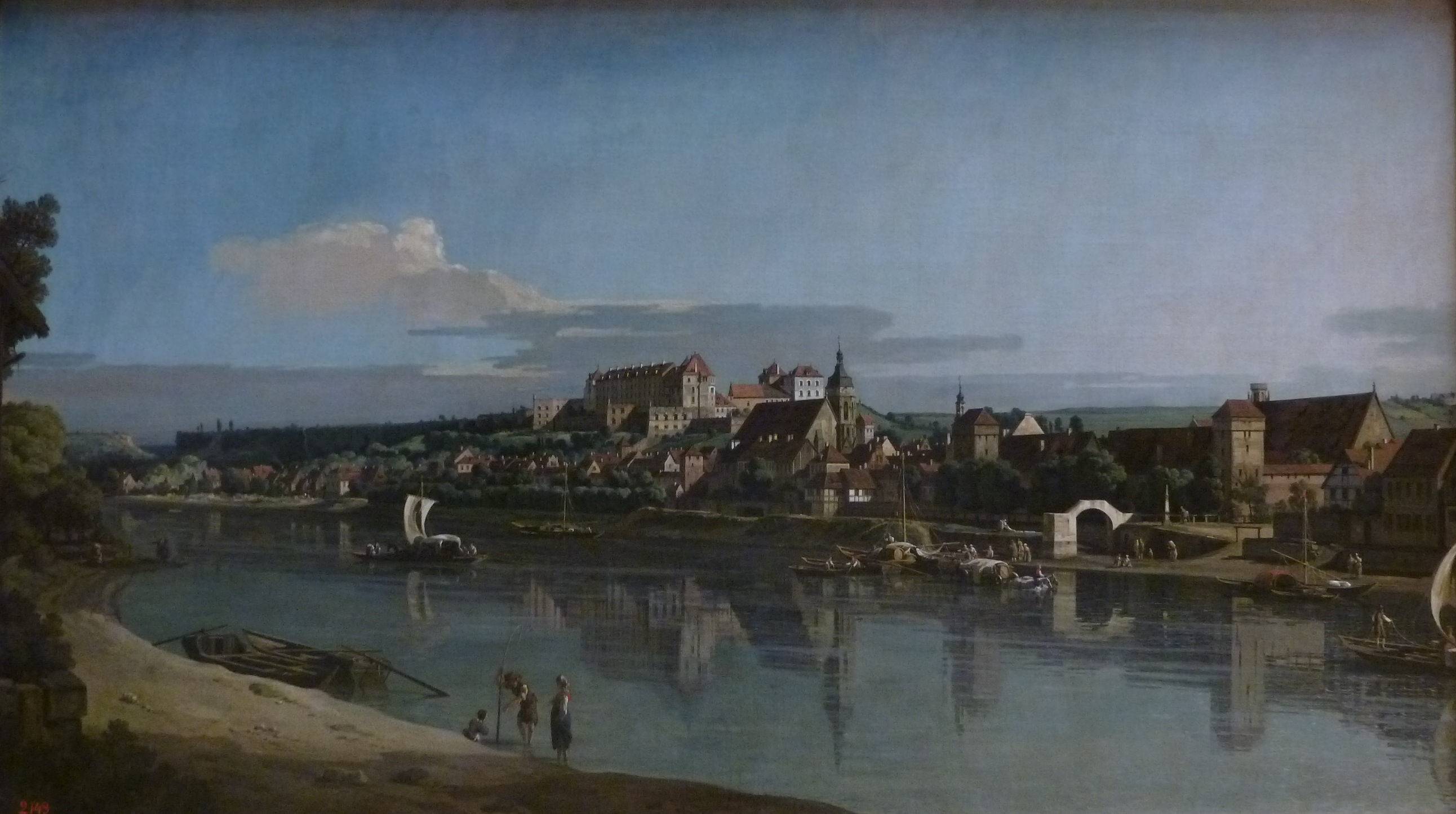
Vue de Pirne (vers 1753) Musée de l'Ermitage
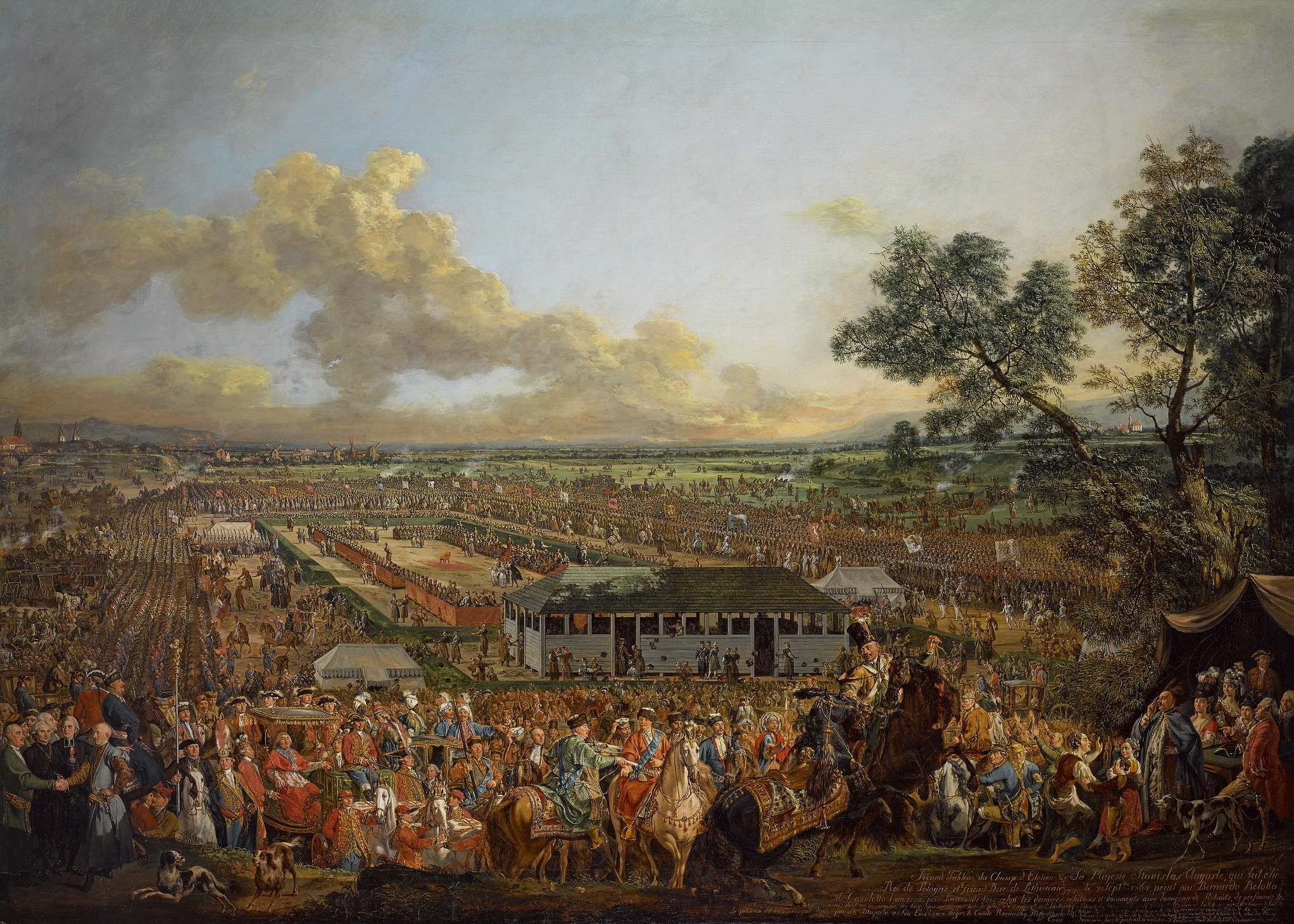
Élection de Stanislas Auguste (1764) Palais royal de Varsovie
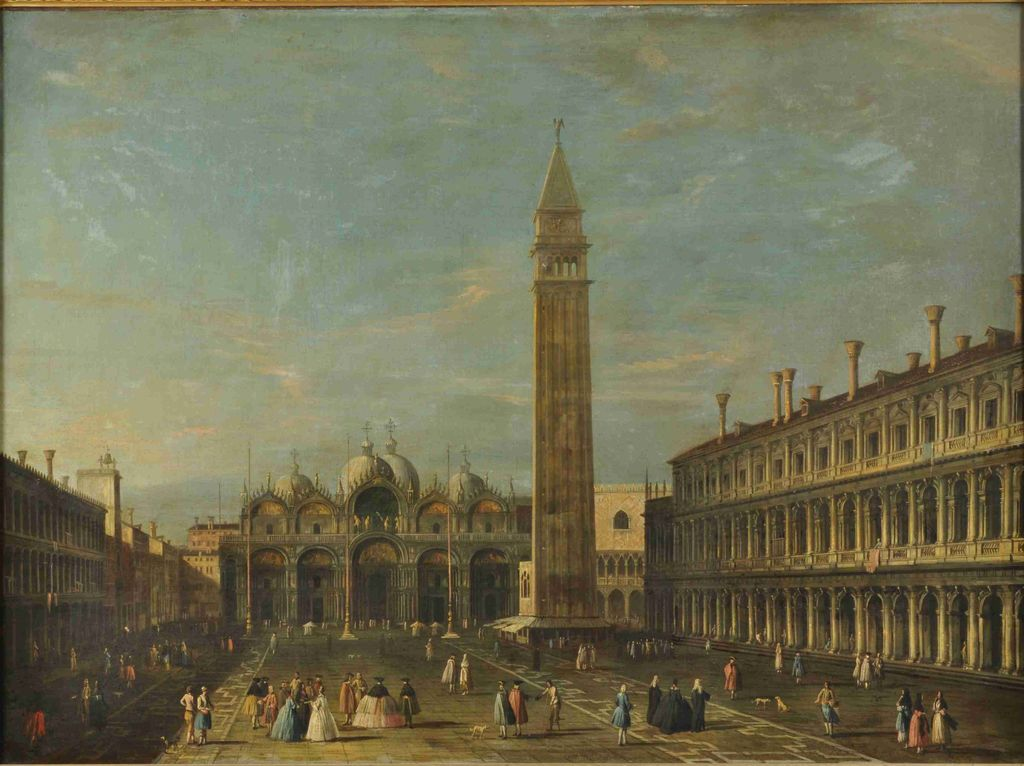
La Place Saint-Marc à Venise Musée des Beaux-Arts de Chartres.